# Pomniki przyrody w powiecie przysuskim

## Pomniki przyrody powiatu Przysuskiego
| nr ew. gminy | miejscowość      | gmina           | lokalizacja                                                                    | nazwa pomnika przyrody           | szerokość | wysokość |
| ------------ | ---------------- | --------------- | ------------------------------------------------------------------------------ | -------------------------------- | --------- | -------- |
| 1            | Borkowice        | gmina Borkowice | Park zabytkowy, działki nr ewid.: 96/1, 96/2, 96/3                             | Platan klonolistny               | 440       | 17       |
| 2            | Borkowice        | gmina Borkowice | Park zabytkowy, działki nr ewid.: 96/1, 96/2, 96/3                             | Buk pospolity                    | 455       | 25       |
| 3            | Borkowice        | gmina Borkowice | Park zabytkowy, działki nr ewid.: 96/1, 96/2, 96/3                             | Modrzew polski                   | 280       | 24       |
| 4            | Rzuców           | gmina Borkowice | Na granicy parku zabytkowego nad stawem, działka nr ewid. 33/2                 | Olsza czarna                     | 370       | 28       |
| 5            | Rzuców           | gmina Borkowice | Park zabytkowy, działka nr ewid. 81                                            | Dąb szypułkowy                   | 420       | 26       |
| 6            | Rzuców           | gmina Borkowice | Park – dawna Wola Kuraszowa, działka nr ewid. 134/5                            | Dąb szypułkowy                   | 460       | 20       |
| 7            | Rzuców           | gmina Borkowice | Park – dawna Wola Kuraszowa, działka nr ewid. 134/5                            | Dąb szypułkowy                   | 360       | 22       |
| 8            |                  | gmina Borkowice | Nadleśnictwo Przysucha, Obręb Rzuców, poddz. nr 49 f                           | Dąb szypułkowy                   | 385       | 28       |
| 9            | Kolonia Ossa     | gmina Odrzywół  | Przy drodze Radom – Tomaszów od strony południowej, działka nr ewid. 1512      | Sosna pospolita                  | 360       | 11       |
| 10           | –                | gmina Potworów  | Nadleśnictwo Radom, Obręb Radom (kompleks Potworów) poddz. nr 138 c            | Jesion wyniosły                  | 240       | 27       |
| 11           |                  | gmina Potworów  | Nadleśnictwo Radom, Obręb Radom (kompleks Potworów) poddz. nr 141 c            | Sosna pospolita                  | 280       | 23       |
| 12           |                  | gmina Potworów  | Nadleśnictwo Radom, Obręb Radom (kompleks Potworów) poddz. nr 143 c            | grupa drzew -Dąb szypułkowy      | 360       | 25       |
| 13           | Potworów         | gmina Potworów  | Nad zbiornikiem wodnym, obok szkoły, działka nr ewid. 1249                     | Dąb szypułkowy – 7 szt.          | 200-370   | 16-22    |
| 14           | Kolonia Rdzuchów | gmina Potworów  | Na łące działka nr ewid. 349/7                                                 | Dąb szypułkowy                   | 460       | 18       |
| 15           | Kolonia Rdzuchów | gmina Potworów  | Na łące działka nr ewid. 349/7                                                 | Dąb szypułkowy                   | 340       | 18       |
| 16           | Kolonia Rdzuchów | gmina Potworów  | Na łące działka nr ewid. 349/7                                                 | Dąb szypułkowy                   | 540       | 18       |
| 17           | Kolonia Rdzuchów | gmina Potworów  | Park, działka nr ewid. 2326                                                    | Dąb szypułkowy                   | 766       | 18       |
| 18           |                  | gmina Przysucha | Nadleśnictwo Przysucha, Obręb Przysucha, poddz. nr 106 k                       | Lipa drobnolistna                | 420       | 23       |
| 19           |                  | gmina Przysucha | Nadleśnictwo Przysucha, Obręb Przysucha, poddz. nr 154 m                       | Sosna wejmutka                   | 235       | 23       |
| 20           |                  | gmina Przysucha | Nadleśnictwo Przysucha, Obręb Przysucha, poddz. nr 154 m                       | Sosna wejmutka                   | 240       | 27       |
| 21           |                  | gmina Przysucha | Nadleśnictwo Przysucha, Obręb Przysucha, poddz. nr 154 m                       | grupa 16 drzew Modrzew polski    | 140-245   | 25-31    |
| 22           |                  | gmina Przysucha | Nadleśnictwo Przysucha, Obręb Przysucha, poddz. nr 154 m                       | Buk pospolity                    | 220, 195  | 26, 26   |
| 23           |                  | gmina Przysucha | Nadleśnictwo Przysucha, Obręb Przysucha, poddz. nr 154 m                       | Sosna czarna                     | 180       | 23       |
| 24           |                  | gmina Przysucha | Nadleśnictwo Przysucha, Obręb Przysucha, poddz. nr 213 n                       | Sosna pospolita                  | 240       | 28       |
| 25           |                  | gmina Przysucha | Nadleśnictwo Przysucha, Obręb Przysucha, poddz. nr 225 b                       | Dąb szypułkowy                   | 340       | 30       |
| 26           |                  | gmina Przysucha | Nadleśnictwo Przysucha, Obręb Przysucha, poddz. nr 225 b                       | Dąb szypułkowy                   | 480       | 27       |
| 27           |                  | gmina Przysucha | Nadleśnictwo Przysucha, Obręb Przysucha, poddz. nr 225 f                       | Sosna pospolita                  | 170       | 25       |
| 28           | Rusinów          | gmina Rusinów   | Sad na północ od parku zabytkowego, działka nr ewid.62/5                       | Dąb szypułkowy                   | 500       | 22       |
| 29           | Wieniawa         | gmina Wieniawa  | Plac przykościelny, działka nr ewid. 1948/2                                    | Dąb szypułkowy                   | 425       | 26       |
| 30           | Wieniawa         | gmina Wieniawa  | Plac przykościelny, działka nr ewid. 1948/2                                    | Dąb szypułkowy                   | 534       | 27       |
| 31           | Wieniawa         | gmina Wieniawa  | Plac przykościelny, działka nr ewid. 1948/2                                    | Dąb szypułkowy                   | 400       | 25       |
| 32           | Wieniawa         | gmina Wieniawa  | Plac przykościelny, działka nr ewid. 1948/2                                    | Dąb szypułkowy                   | 350       | 23       |
| 33           | Wieniawa         | gmina Wieniawa  | Plac przykościelny, działka nr ewid. 1948/2                                    | Lipa drobnolistna                | 380       | 26       |
| 34           |                  | gmina Wieniawa  | Nadleśnictwo Radom, Obręb Radom poddz. 76 i                                    | Dąb szypułkowy                   | 310       | 22       |
| 35           |                  | gmina Wieniawa  | Nadleśnictwo Radom, Obręb Radom poddz. 76 i                                    | Dąb szypułkowy                   | 340       | 23       |
| 36           |                  | gmina Wieniawa  | Nadleśnictwo Radom, Obręb Radom poddz. 76 i                                    | Dąb szypułkowy                   | 340       | 23       |
| 37           | Kaleń            | gmina Wieniawa  | Grunt rolny wśród lasu – południowo-zachodnia część wsi, działka nr ewid. 1628 | Grusza pospolita                 | 210, 160  | 11       |
| 38           | Wywóz            | gmina Gielniów  | Przy drodze Gielniów – Gałki, działka nr ewid. 23/8                            | Dąb szypułkowy                   | 385       | 22       |
| 39           | Wywóz            | gmina Gielniów  | Przy drodze Gielniów – Gałki, działka nr ewid. 23/6                            | Modrzew polski                   | 250       | 20       |
| 40           | Wywóz            | gmina Gielniów  | Przy drodze Gielniów – Gałki, działki nr ewid.: 35/8 i 35/9                    | Świerk pospolity                 | 125       | 17       |
| 41           | Wywóz            | gmina Gielniów  | Przy drodze Gielniów – Gałki, działki nr ewid.: 35/8 i 35/9                    | Lipa drobnolistna                | 175       | 19       |
| 42           | Wywóz            | gmina Gielniów  | Przy drodze Gielniów – Gałki, działki nr ewid.: 35/8 i 35/9                    | aleja 101 drzew – Grab pospolity | 30 -130   | 15-17    |